# 山下好孝
山下 好孝（やました よしたか、1956年〈昭和31年〉9月14日 - ）は、
日本の言語学者である。北海道大学留学生センター教授。
京都府生まれ。神戸市外国語大学大学院外国語学研究科修士課程修了。日本語教育学会、日本イスパニア学会、日本ロマンス語学会にも所属している。

## 研究内容
山下は大学で日本語、スペイン語、ポルトガル語等を教える傍ら、関西弁を方言ではなく「関西語」という一言語として研究し教えている。

## 著作
- 『関西弁講義』講談社 2004年　のち学術文庫

## 脚註
1. 1 2 3   『リテラ・ポプリ』特集「北大で学べる! 関西『語』講座」（2009年8月号）
2. 1 2  お豆さん・天神さん…関西人はなぜ「さん」付けが好き? 日経電子版 2013年1月19日06:30配信 2013年2月16日閲覧
3. 1 2  異議あり!?「サツエキ」「ドオリ」 （北海道新聞 2007年12月4日配信 2013年2月18日閲覧
4. ↑  『「読み」への挑戦』（くろしお出版1997年11月より 著者紹介から）